# Boiler Room
Boiler Room é um projeto londrino lançado em Março de 2010. DJs são convidados a tocar para poucas pessoas, sempre ao vivo pela internet (LiveStream). Os vídeos são salvos, arquivados e publicados para livre acesso certo tempo depois da transmissão ao vivo.
Originalmente criado como complemento à revista Platform, foi gradualmente ganhando importância. Expandiu geograficamente, hoje com braços em  Los Angeles, Nova York (desde junho de 2012) e Berlim (desde setembro de 2012).
As primeiras transmissões foram com artistas do "underground londrino" e em "Call Centers", edifícios de telemarketing ou "Boiler Rooms" como lá são conhecidos (origem do nome).
Com o passar do tempo, a programação ficou mais diversificada, contando com artistas de grande nome como: Frankie Knuckles, Sven Vath, Richie Hawtin, Ricardo Villalobos, Carl Cox, Michael Mayer, Kerri Chandler, Marcel Dettmann, Ben Klock, Levon Vincent e muitos outros.
No dia 4 de dezembro de 2013 ocorreu a primeira edição no Brasil, o Boiler Room São Paulo. Realizado no Cine Jóia com o line up: Gui Boratto, Ney Faustini, Nomumbah (Ale Reis, Andre Torquato e Rafa Moraes) e Zegon.

## Equipe responsável
- Blaise Bellville – Fundador e Diretor Geral (CEO)
- Thris Tian – Diretor Musical para Europa, Oriente Medio e Africa
- Steven Appleyard – Diretor de desenvolvimento
- Mazdak Sanii – Non-Executive Director